# Немачка подморница У-23
Подморница У-23 је била Немачка подморница типа II-Б и коришћена у Другом светском рату. Подморница је изграђена 24. септембра 1936. године и служила је у 1. подморничкој флотили (1. септембар 1936 — 30. јун 1940) - борбени брод, 21. подморничкој флотили (1. јул 1940 — 30. септембар 1942) - школски брод, и 30. подморничкој флотили (1. октобар 1942 — 10. септембар 1944) - ратни брод.

## Служба
Подморница У-23 напуста 25. августа 1939. године, под командом Ота Кречмера, базу Вилхелмсхафен, и одлази у подручје Северног мора, ради очекиване савезничке реакција, због будућег напада на Пољску. Она се већ 4. септембра враћа у базу Вилхелмсхафен, из које креће у ново патролирање 9. септембра. Тринаест дана касније, 21. септембра, У-23 упловљава у базу Кил. На следеће своје патролирање, подморница У-23 креће из базе Кил, 29. септембра 1939. године.
У 06:00 сати, 4. октобра 1939. године, британски трговачки брод  (заповедник Роберт Геловеј Хол) је погођен једним торпедом од подморнице У-23, на око 60 наутичких миља јужно-југозападно од рта Самбер. Брод је уочен у 04;45 сати, и заустављен је ватром из митраљеза. Немци поново отварају ватру из митраљеза, када су са британског брода послали радио-поруке, а затим су сачекали да посада напуст брод, пре него што је торпедован. Један члан посаде британског брода је погинуо, док је осталих 16 спасио разарач , и искрцава их у Кирквол следећег дана.
Десет дана касније, 14. октобра, британска подморница HMS Sturgeon испаљује три торпеда ка подморници У-23, у Скагераку, на око 20 наутичких миља западно-северозападно од Скагена, Данска. Сва три торпеда су промашила немачку подморницу. Свега два дана касније, У-23 упловљава у базу Кил, и ту остаје до 1. новембра 1939. године, када одлази на ново патролирање, које ће трајати 9 дана, и завршиће се упловљавањем У-23, 9. новембра у исту базу. На ново патролирање, подморница У-23, кренуће тек за скоро месец дана, 5. децембра 1939. године.
У 00:04 сати, 8. децембра 1939. године, дански трговачки брод Scotia је погођен у предњи део једним торпедом, испаљеног са У-23, и тоне након 17 минута. Брод је нешто раније, у 23:36 сати, гађан једним торпедом, али оно је промашило циљ. Свега два члана посаде спасава дански трговачки брод Hafnia, који је уједно био и сведок напада, док су осталих 19 чланова посаде, погинули. Подморница У-23, упловљава 15. децембра 1939. године у базу Кил.
Дана, 8. јануара 1940. године, подморнца У-23 напуста базу Кил, и полази на ново патролирање. У 16:32 сати. 11. јануара, норвешки трговачки брод Fredville (превозећи угаљ за Осло) је био торпедован од У-23, на око 100 наутичке миље источно од Оркнијских острва, и прелама се на два дела. Предњи део је остао да плута, и пет бродоломника у чамцу за спасавање се нешто касније враћа на предњи део брода, у нади да још има преживелих. Њих сакупља један шведски брод, и пребацује их у Копервик.
Сутрадан, 12. јануара, у 06:50 сати, дански танкер Danmark је погођен једним торпедом од подморнице У-23, док се налазио на сидришту у заливу Енгенес, Кирквол. Брод експлодира, прелама се на два дела, и морска струја га полако носи ка обали. Задњи део је потонуо 21. јануара, док је предњи део касније оправљен, и користио се као једно плутајуће складиште за гориво. Подморнцица У-23 упловљава 15. јануара у базу Вилхелмсхафен, из које свега три дана касније, креће на ново патролирање.
У 19:08 сати, 24. јануара 1940. године, подморница У-23 испаљује торпедо ка једном мањем тровачком броду, и бележи погодак по средини брода, услед чега он тоне за 45 секунди. Дан раније, у 20:20 сати, подморница је опазила један брод, али у два напада није успела да га погоди, пошто је прво торпедо остало заглављено у торпедној цеви, а друго, које је испаљено у 22:13 сати, прави кружну путању. Потопљени брод је највероватније био норвешки трговачки брод  (заповедник Деивид Хамлбрек) који је нестао са комплетном посадом од 15 људи, на путу од Норвешке ка Уједињеном Краљевству. Подморница У-23 упловљава 29. јануара у базу Вилхелмсхафен, и ту остаје до 9. фебруара, када креће у нову патролу.
Дана, 18. фебруара 1940. године, у 03:54 сати, британски разарач HMS Daring (H 16), који је био у пратњи конвоја HN-12, погођен је са два торпеда од подморнице У-23, на око 40 наутичких миља источно од залива Пентленд, и тоне одмах. Командант и 156 осталих чланова посаде британског разарача су погинули.
Сутрадан, 19. фебруара, у 04:05 сати, британски трговачки брод  (заповеднок Хју Масон), који је пловио без заштите, погођен је једним торпедом, испаљеног са подморнице У-23, прелама се на два дела и тоне за 30 секунди, заједно са комплетном посадом од 33 човека, источно од Оркнијских острва.
Два дана касније, 21. фебруара, у 18:09 сати, британски трговачки брод  (заповедник Вилијем Џејмс Парк), који се изгубио од конвоја HX-19, погођен је једним торпедом са подморнице У-57, по средини брода, и бива напуштен од посаде на око 92 наутичке миље јужно-југозападна од Рокола. Четири човека је погинуло на броду, док је заповедника и 34 осталих чланова посаде спасио британски разарач , и искрцао их у Скапа Флоу. Следећег дана напуштен брод проналази подморница У-23, и погађа га једним торпедом, услед чега се брод ломи на два дела. Предњи део, који није потонуо, одвучен је од једног спасилачког брода у залив Ингнес, где је проглашен за тотално уништен брод.
Подморница У-23 стиже 28. фебруара у базу Кил, и ту остаје скоро месец и по дана. У том периоду долази до промене команданта подморнице, и уместо Кречмера, за команданта долази Хајнц Бедун. На следеће своје борбено патролирање, У-23 креће тек 9. априла 1940. године. Након 25 дана безуспешне патроле, она се враћа назад у базу Кил. Од 1. јула 1940. године, подморница У-23 је прбачена у 21. флотилу, где је служила као школски брод за обуку нових подморничара. Дана, 1. јула 1942. године, подморница У-23 је уврштена у 30. флотилу, и ускоро почиње планирање, да се она Дунавом пребаци до Констанце, Румунија, где ће се користити у нападу на бродове који плове Црним морем. До њеног првог патролирања Црним морем, проћиће скоро једна година.
На прво своје патролирање Црним морем, подморница креће из Констанце 27. јуна 1943. године, али се без успеха враћа након 23 дана у Констанцу. Следеће своје патролирање, У-23 отпочиње 10. августа. Између 20:17 и 21:12 сати, 24. августа 1943. године, подморница У-23 води топовску борбу против патролног чамца Shkval, на око 22 наутичке миље јужно од Сушумија. Немачка подморница проба да удари руски чамац, а уз пут су на чамац бацане ручне гранате и експлозивне направе. Убрзо је цео патролни чамац био обавијен ватром, и тоне око 23:15 сати. Три члана посаде совјетског чамаца је погинуло, док је преосталих 7 чланова посаде, успело у једном чамцу за спасавање да стигне следећег дана до обале. Подморница У-23, упловљава 9. септембра у Констанцу, и ту остаје до 10. октобра 1943. године, кад креће на ново патролирање.
У 21:31 сати, 15. октобар 1943. године, подморница У-23 испаљује једно торпедо ка малом конвоју од два пароброда и једног обалног миноловца, и бележи погодак у прамац на првом пароброду. Подморница током неколико наредна сата прати бродове, и проба да изведе напад на други пароброд, али је отерана топовском ватром са пароброда и ескортера. Брод који је погођен торпедом, и оштећен, био је помоћни ратни брод TSC-486 Sovetskaja Rossija. Недељу дана касније, 23. октобра, у 00:41 сати, У-23 испаљује једно торпедо ка малом трговачком броду Tanais. Експлозија прелама брод на два дела, од који задњи део тоне одмах, а предњи, пет минута касније. У овом нападу, погинула су 11 члана посаде совјетског брода. Подморница У-23 се враћа у Констанцу 11. новембра 1943. године.
Месец дана касније, 14. децембра 1943. године, У-23 креће на ново патролирање, али се након 25 дана враћа у Констанцу, без нових успеха. У Констанци, У-23 остаје више од два и по месеца, и на ново патролирање креће тек 30. марта 1944. године. У 01:15 сати, 5. априла, У-23 је била нападнута топовима од два совјетска ескортера, и одговара ватром из против-авионског топа од 20 mm, и митраљеза. Немци бележе неколико погодата и унутрашњих експлозија на једном од бродова, и гоне други. Када су се касније вратили до места где је био први брод, они проналазе једино нафтну мрљу, на основу чега сматрају да су потопили совјетски брод. У стварности, совјетски брод SKA-099, је прошао само са оштећењима. Након 26 дана патролирања, У-23 упловљава у Констанцу, из које креће на ново патролирање 17. маја 1944. године.
У 12:56 сати, 29. маја 1944. године, У-23 испаљује једну салву од два торпеда ка једном танкеру од око 1.800 тона, који је ескортован од два ратна брода и авиона. Командант подморнице, Вален, је чуо две експлозије, али није могао посматрати ефекте, пошто је нападнут дубинским бомбама, током наредна два сата. У стварности, реморкер Smelyj, је био погођен једним торпедом, и тоне у близини Сушумија. Дана, 7. јуна 1944. године, У-23 упловљава у Констанцу, чиме је завршено њено патролирање. У нову патролу она креће 16. августа 1944. године, међутим, 23. августа, Румунија капитулира и нова влада објављује рат Трећем рајху, што је довело до тога, да немачка морнарица није могла да користи више базу Констанцу, за своје подморнице.
Дана, 1. септембра 1944. године, у 03:31 сати, У -23 испаљује три торпеда унутар луке Констанца, и бележе три детонације након што су торпеда прешла пут у времену од 1 минута и 46 секунди. Немци су сматрали да су два торпеда погодила један румунски разарач, а једно пароброд од 6.000 тона. Међутим једино је трговачки брод Oituz био погођен једним торпедом и тоне поред свог места за везивање, бр.22, док је друго торпедо погодили зид празног места за везивање, бр.23. Касније, брод је извучен из мора, и проглашен за тотално уништен. Када је Бугарска, 8. септембра 1944. године, објавила рат Трећем рајху, немачке подморнице на Црном мору више нису поседовале ни једну базу у којој би могле да уплове, те је донесена одлука, да посаде потопе сопствене подморнице. Подморница У-23 је потопљена од посаде 10. септембра 1944. године, у близини Турске обале.

## Команданти
- Еберхард Гот - 1. септембар 1936 — 3. јануар 1938.
- Ханс-Гинтер Лоф - 1936/37. - 30. септембар 1937.
- Ото Кречмер - 1. октобар 1937 — 1. април 1940. (Витешки крст)
- Хајнц Бедун - април 1940. - 19. мај 1940.
- Хајнрих Дривер - 20. мај 1940 — 30. септембар 1940.
- Курт Рајхенбах-Клинке - 1. октобар 1940. 20. март 1941.
- Ернст-Улрих Брилер - 21. март 1941 — 23. септембар 1941.
- Улрих Греф - 24. септембар 1941 — 26. март 1942.
- Ролф-Биргер Вален - 27. март 1942 — 19. јун 1944.
- Рудолф Арент - 20. јун 1944 — 10. септембар 1944.

## Бродови
| Име брода | Држава               | Тежина      | Година изградње | Датум напада       | Напомена        |
|           | Уједињено Краљевство | 865 тона    | 1935.           | 4. октобар 1939.   | Потопљен        |
|           | Данска               | 2.400 тона  | 1924.           | 8. децембар 1939.  | Потопљен        |
|           | Норвешка             | 1.150 тона  | 1917.           | 11. јануар 1940.   | Потопљен        |
|           | Данска               | 10.517 тона | 1931.           | 12. јануар 1940.   | Тотално уништен |
|           | Норвешка             | 1.085 тона  | 1910.           | 24. јануар 1940.   | Потопљен        |
|           | Уједињено Краљевство | 1.375 тона  | 1932.           | 18. фебруар 1940.  | Потопљен        |
|           | Уједињено Краљевство | 5.225 тона  | 1920.           | 19. фебруар 1940.  | Потопљен        |
|           | Уједињено Краљевство | 4.996 тона  | 1934.           | 22. фебруар 1940.  | Тотално уништен |
|           | СССР                 | 35 тона     | 1943.           | 24. август 1943.   | Потопљен        |
|           | СССР                 | 1.005 тона  | 1916.           | 15. октобар 1943.  | Оштећен         |
|           | СССР                 | 372 тона    | 1896.           | 23. октобар 1943.  | Потопљен        |
|           | СССР                 | 56 тона     | 1943.           | 5. април 1944.     | Оштећен         |
|           | СССР                 | 71 тона     | --              | 29. мај 1944.      | Потопљен        |
|           | Румунија             | 2.686 тона  | 1905.           | 1. септембар 1944. | Тотално уништен |
| --------- | -------------------- | ----------- | --------------- | ------------------ | --------------- |